# 勝浦町立勝浦中学校
勝浦町立勝浦中学校（かつうらちょうりつ かつうらちゅうがっこう）は、徳島県勝浦郡勝浦町久国字久保田にある公立中学校。

## 教育目標
- 知・徳・体の調和のとれた人間性豊かな生徒を育てる。
- ふるさとの一員としての自覚にたち、人権を尊重し、自主的・自律的・創造的能力に富んだたくましい生徒を育てる。

## 校訓
- 自主
- 友愛
- 努力

## 関連学校
- 勝浦町立生比奈小学校
- 勝浦町立横瀬小学校

## 通学区域が隣接している学校
- 上勝町立上勝中学校
- 佐那河内村立佐那河内中学校
- 徳島市南部中学校
- 小松島市立小松島南中学校
- 阿南市立加茂谷中学校
- 那賀町立鷲敷中学校
- 那賀町立相生中学校